# Кочериново (община)
Община Кочериново се намира в Западна България и е една от съставните общини на Област Кюстендил.

## География

### Географско положение, граници, големина
Общината е разположена в южната част на Област Кюстендил. С площта си от 182,306 km2 заема 7-о място сред 9-те общините на областта, което съставлява 5,97% от територията на областта. Границите ѝ са следните:
- на запад – община Невестино;
- на север – община Бобошево;
- на североизток – община Рила;
- на юг – община Благоевград, Област Благоевград.

### Природни ресурси

#### Релеф
Макар и малка по площ релефът на община Кочериново е твърде разнообразен – от равнинен, през ниско – до средно планински.
В средата на общината от север на юг, по долината на река Струма и левият ѝ приток Рилска река се простира най-южната част на Бобошевското поле, което е южно продължение на Долната Дупнишка котловина. Тук, в коритото на Струма, западно от село Бараково се намира най-ниската точка на общината – 350 m н.в. От изток и от запад полето е оградено от планински масиви. На изток от него в пределите на общината попадат крайните северозападни части на Югозападния дял на Рила. Тук в най-източната точка на общината се намира връх Прашка (1365 m), най-високата кота на община Кочериново.
Западните части на общината са заети от крайните северни и североизточни разклонения на планината Влахина. Дълбоката долина на река Копривен (десен приток на Струма) разделя тази част на планината на две части. На юг от реката е същинската планина Влахина с връх Бандерата (1225 m), разположен в изворната област на реката, на границата с Община Благоевград. На север от долината на Копривен се простира северното продължение на Влахина планина – т.нар. Руен планина. В пределите на общината се простират нейните източни части с най-висока точка връх Киселец (1157 m), разположен на границата с Община Невестино.

#### Води
Основна водна артерия на община Кочериново е река Струма, която протича през нея от север на юг с част от средното си течение на протежение от около 10 km. Тя напуска общината югозападно от село Бараково чрез Кочериновския пролом и продължава в Област Благоевград. От дясно в Струма при село Драгодан се влива река Копривен, която протича през общината в дълбока и залесена долина с почти цялото си течение (26 km) с изключение на изворите ѝ, които са на територията на Община Невестино. Западно от село Бараково от ляво в Струма се влива нейният голям приток Рилска река. Тя протича през общината с най-долното си течение (около 10 km) през селата Стоб, Пороминово и Бараково, през най-югоизточната част на Бобошевското поле.

## История
Древни са културните особености и историята на мястото, на което е разположена община Кочериново в днешния ѝ вид. Околностите на селищата в общината са изпълнени с развалини от древни строежи, културни и исторически паметници. От направените разкопки в редица села от общината са открити златни, сребърни и медни византийски, римски и български монети, глинени съдове и други. Още в ІХ в. в покрайнините в района на село Стоб се е издигал средновековният град Стоби. В района на село Пороминово са законсервирани разкопките на древен римски обект. В местността „Градището“ в околностите на град Кочериново са открити развалини от крепостни стени, строежи, водопроводи, останки от средновековната българска крепост – селището Крашево, съсед и съвременник на град Стоби.
На територията на община Кочериново са открити 12 броя тракийски некрополи /могили/. Към момента са извършени разкопки само на могилите в района на Кочериново и Драгодан. Последните говорят за бита и поминъка на древните тракийски жители по нашите земи.
На левия бряг на река Струма, високо над склоновете на Кочеринския пролом се намира скалното светилище „Маркова скала“.
Във всички населени места в общината през 19 век са изградени църкви, което говори за богатата душевност и култура на населените в този район

## Население

### Етнически състав (2011)
Численост и дял на етническите групи според преброяването на населението през 2011 г.:
|                     | Численост | Дял (в %) |
| Общо                | 5214      | 100,00    |
| Българи             | 4991      | 95,72     |
| Турци               | 2         | 0,04      |
| Цигани              | 105       | 2,01      |
| Други               | 10        | 0,19      |
| Не се самоопределят | 7         | 0,13      |
| Неотговорили        | 99        | 1,90      |

### Населени места
Общината има 11 населени места с общо население 4260 жители към 7 септември 2021 г.
| Населено място | Население (2021 г.) | Площ на землището km2 | Забележка (старо име) | Населено място | Население (2021 г.) | Площ на землището km2 | Забележка (старо име)           |
| -------------- | ------------------- | --------------------- | --------------------- | -------------- | ------------------- | --------------------- | ------------------------------- |
| Бараково       | 457                 | 7,979                 |                       | Мурсалево      | 373                 | 12,447                |                                 |
| Боровец        | 92                  | 5,946                 |                       | Пороминово     | 366                 | 13,432                |                                 |
| Бураново       | 143                 | 10,898                |                       | Стоб           | 633                 | 20,323                |                                 |
| Драгодан       | 72                  | 8,733                 |                       | Фролош         | 58                  | 52,094                |                                 |
| Кочериново     | 1985                | 18,515                |                       | Цървище        | 37                  | 22,218                |                                 |
| Крумово        | 44                  | 9,721                 | Текия                 | ОБЩО           | 4260                | 329,059               | няма населени места без землища |

## Административно-териториални промени
- Указ № 225/обн. 19.08.1919 г. – преименува с. Текия на с. Крумово;
- МЗ № 1695/обн. 27.09.1937 г. – заличава м. Крашево поради изселване;
- Указ № 1942/обн. 17.09.1974 г. – заличава с. Бараково и го присъединява като квартал на с. Кочериново;

– признава с. Кочериново за гр. Кочериново;
- Указ № 250/обн. 22.08.1991 г. – отделя кв. Бараково от гр. Кочериново и го признава за отделно населено място – с. Бараково.

## Транспорт
През територията на община Кочериново преминава участък от 10,8 km от трасето на жп линията София – Благоевград – Кулата.
През общината преминават частично 3 пътя от Републиканската пътна мрежа на България с обща дължина 28 km:
- участък от 9,7 km от автомагистрала „Струма“ (от km 343,4 до km 353,1);
- участък от 12,1 km от Републикански път I-1 (от km 347,1 до km 359,2);
- началният участък от 6,2 km от Републикански път III-107 (от km 0 до km 6,2).

## Топографска карта
- Лист от карта K-34-70. Мащаб: 1 : 100 000.
- Лист от карта K-34-71. Мащаб: 1 : 100 000.